# Sufa
Sufa (hebr.: סופה) – kibuc położony w samorządzie regionu Eszkol, w Dystrykcie Południowym, w Izraelu.
Leży w zachodniej części pustyni Negew, przy granicy Strefy Gazy.
Członek Ruchu Kibuców (Ha-Tenu’a ha-Kibbucit).

## Historia
Kibuc został założony w 1982.

## Gospodarka
Gospodarka kibucu opiera się na intensywnym rolnictwie. Uprawia się mango i hoduje drób.